# The Scruffs

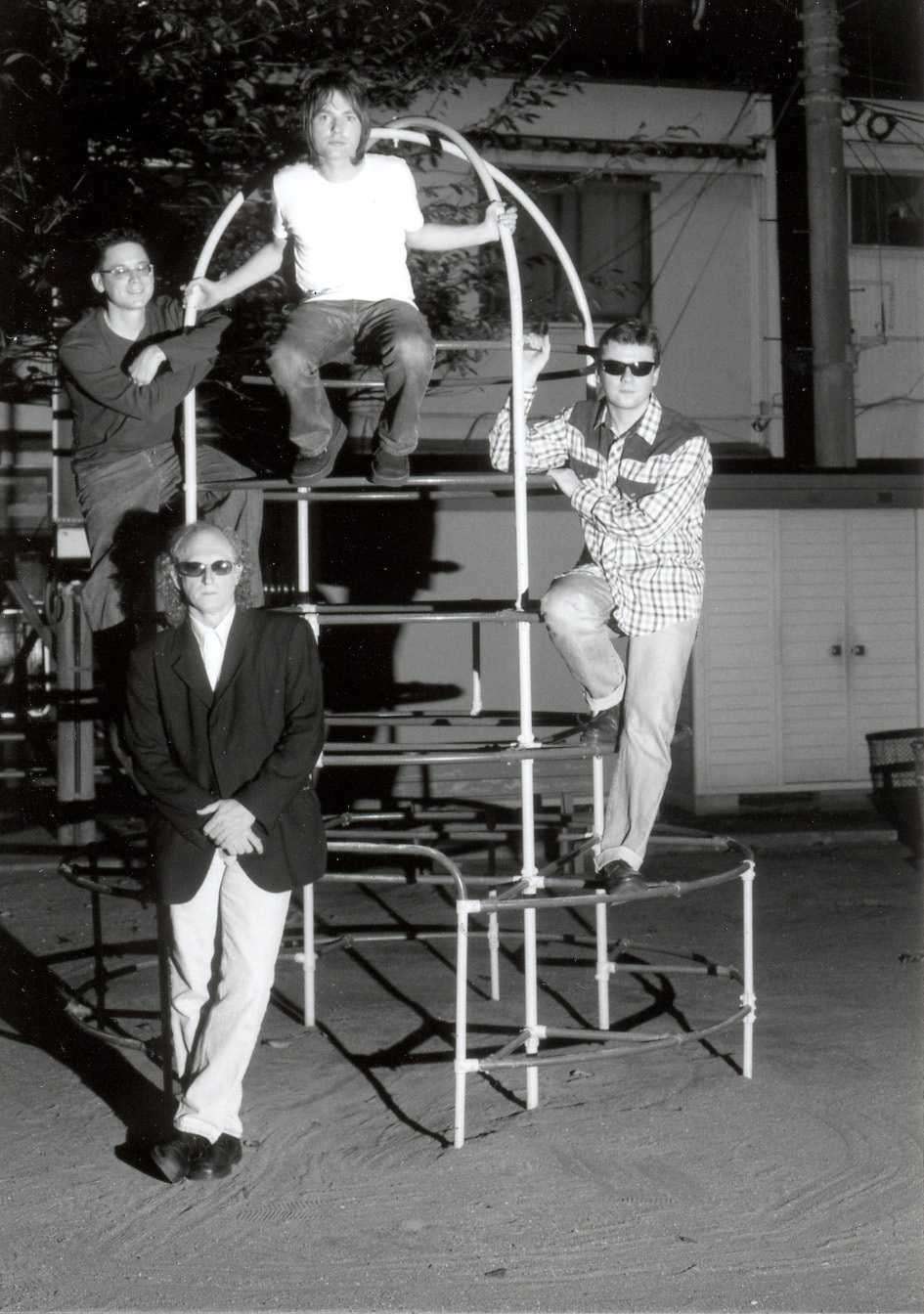
The Scruffs

The Scruffs est un groupe de power pop américain créé au milieu des années 1970.
Ils se sont formés vers 1975, du côté de Memphis.
Ils ont enregistré dans les studios Ardent comme précédemment Big Star, et étaient occasionnellement rejoint sur scène par leur chanteur Alex Chilton.

## Discographie
Wanna meet the Scruffs? (powerplant, 1977)